# Marie Luisa Habsbursko-Lotrinská
Marie Luisa Habsbursko-Lotrinská (12. prosince 1791 Vídeň – 17. prosince 1847 Parma) byla rakouská arcivévodkyně, jako druhá manželka Napoleona Bonaparta francouzská císařovna a italská královna (od 2. dubna 1810 do 6. dubna 1814) a posléze vévodkyní z Parmy (od 11. dubna 1814 až do své smrti v roce 1847).
Jako nejstarší dítě Františka II., císaře Svaté říše římské a císaře rakouského, a jeho druhé manželky Marie Terezy Neapolsko-Sicilské vyrůstala Marie Luisa v období, které bylo poznamenáno neustálým a nepřetržitým konfliktem mezi Rakouskem a revoluční Francií. Série vojenských porážek od Napoleona Bonaparta si vyžádala těžké lidské ztráty a vedla Františka k rozpadu Svaté říše římské. Konec války páté koalice vyústil ve sňatek Napoleona a Marie Luisy v roce 1810, který předznamenal krátké období míru a přátelství mezi Rakouskem a Francouzským císařstvím, podobně jako předchozí spojenectví mezi rakouskou a francouzskou královskou rodinou. Marie Luisa se sňatkem souhlasila, přestože byla vychována v opovržení vůči Francii. Porodila Napoleonovi syna, po narození stylizovaného jako římský král, který po něm nakrátko nastoupil jako Napoleon II. Syn Marie Luisy byl později titulován vévodou zákupským.
Napoleonův osud se dramaticky změnil v roce 1812 po neúspěšné invazi do Ruska. Evropské mocnosti včetně Rakouska obnovily nepřátelství vůči Francii ve válce šesté koalice, která skončila Napoleonovou abdikací a jeho vyhnanstvím na Elbu. Smlouvou z Fontainebleau z roku 1814 připadla vévodství Parma, Piacenza a Guastalla Marii Luise, která vévodstvím vládla až do své smrti.
Marie Luisa se po Napoleonově smrti v roce 1821 dvakrát morganaticky provdala. Jejím druhým manželem byl hrabě Adam Albert von Neipperg (sňatek 1821), jezdec, s nímž se seznámila v roce 1814. S Neippergem měla tři děti: Albertina, Viléma Albrechta a Matyldu. Neipperg zemřel v roce 1829. Marie Luisa se v roce 1834 provdala za hraběte Charlese-René de Bombelles, svého komořího. Zemřela v Parmě v roce 1847.

## Původ, dětství a mládí
Arcivévodkyně Marie Luisa Rakouská (latinské křestní jméno Maria Ludovica Leopoldina Francisca Theresa Josepha Lucia) se narodila 12. prosince 1791 ve vídeňském paláci Hofburg arcivévodovi Františkovi Rakouskému a jeho druhé manželce Marii Tereze Neapolsko-Sicilské. Jméno dostala po své babičce Marii Luise, císařovně Svaté říše římské. Její otec se stal císařem Svaté říše římské o rok později jako František II. Marie Luisa byla pravnučkou císařovny Marie Terezie prostřednictvím obou svých rodičů, neboť byli dvojnásobnými bratranci z prvního kolena. Byla také vnučkou z matčiny strany královny Marie Karolíny Neapolské, oblíbené sestry Marie Antoinetty. Pro svou rodinu byla známá jako ,,Luisel".
Marie Luisa prožila své dětství v období konfliktu mezi Francií a její rodinou. Byla vychovávána k odporu k Francii a francouzským myšlenkám. Na její výchovu dohlížela francouzská císařská guvernantka Victoire de Folliot de Crenneville. Marie Luisa byla ovlivněna svou babičkou Marií Karolínou, která opovrhovala Francouzskou revolucí, jež nakonec způsobila smrt její sestry Marie Antoinetty. Neapolské království Marie Karolíny se také dostalo do přímého konfliktu s francouzskými vojsky vedenými Napoleonem Bonapartem. Válka třetí koalice přivedla Rakousko na pokraj zkázy, což ještě zvýšilo odpor Marie Luisy k Napoleonovi. Císařská rodina byla nucena v roce 1805 uprchnout z Vídně. Marie Luisa se před návratem do Vídně v roce 1806 uchýlila do Uher a později do Haliče. Její otec se vzdal titulu císaře Svaté říše římské, ale zůstal rakouským císařem.
Aby se lépe provdala, rodiče ji nechali učit mnoha jazykům. Kromě rodné němčiny ovládala plynně angličtinu, francouzštinu, italštinu, latinu a španělštinu. Aby si zachovala cudnost, rodiče jí nedovolili téměř žádný kontakt s muži, a dokonce i všechna její zvířata, včetně domácího králíka, musela být ženského pohlaví.
V roce 1807, když bylo Marii Luise 15 let, zemřela její matka po potratu. O necelý rok později se císař František oženil se svou sestřenicí Marií Ludovikou Beatrix z Modeny, která byla o čtyři roky starší než Marie Luisa. Přesto Marie Ludovika Beatrix převzala vůči své nevlastní dceři mateřskou roli. Byla také zahořklá vůči Francouzům, kteří jejího otce připravili o Modenské vévodství.
V roce 1809 vypukla další válka mezi Francií a Rakouskem, která opět skončila porážkou Rakušanů. Císařská rodina musela znovu uprchnout z Vídně, než město 12. května kapitulovalo. Cestu jim ztěžovalo špatné počasí a do Budína dorazili „promočení a téměř vyčerpaní únavou“.

## Nabídka k sňatku

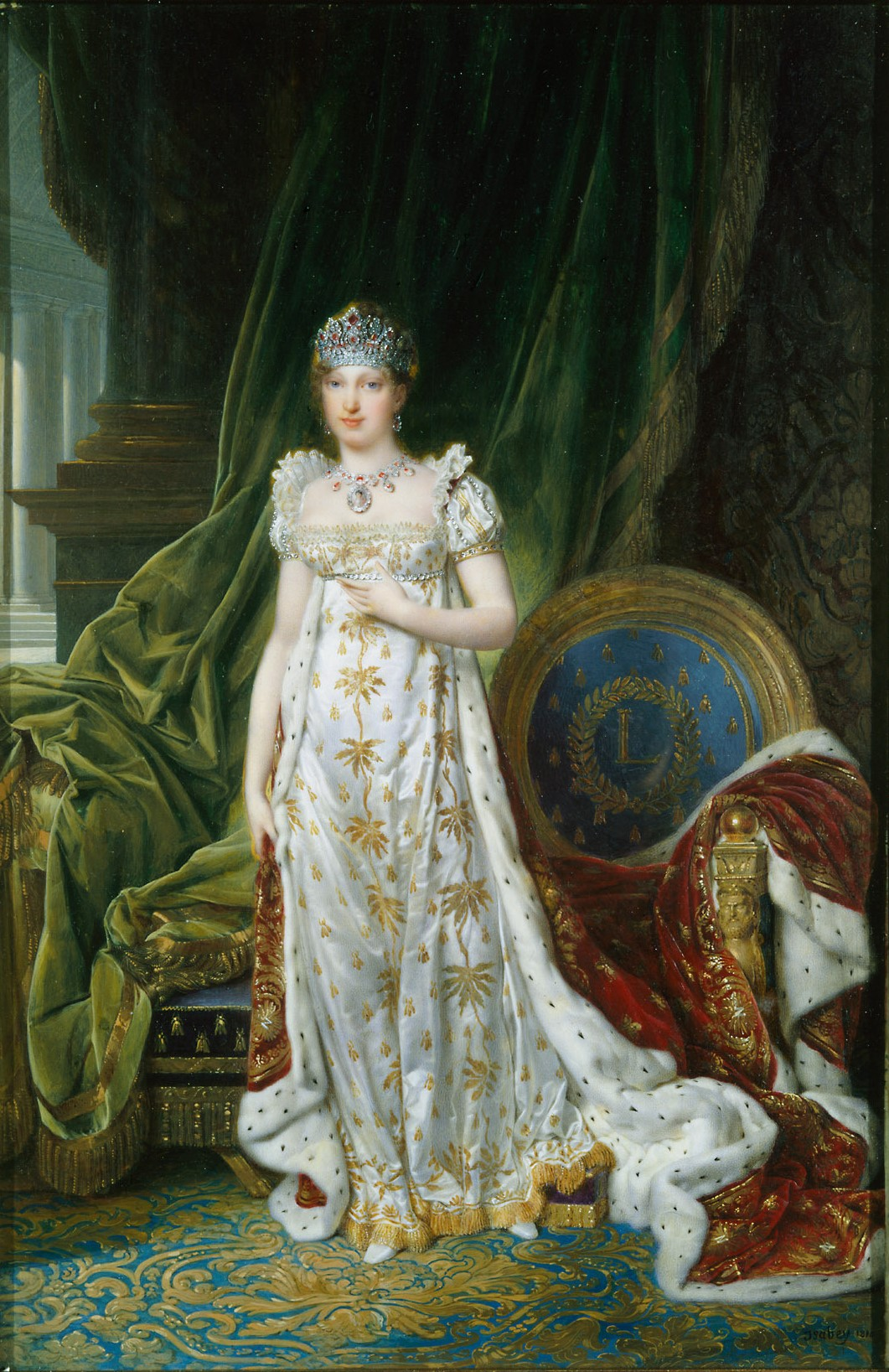
Arcivévodkyně Marie Luisa Habsbursko-Lotrinská, 1810, Jean-Baptiste Isabey.

Poté, co císař Napoleon 12. října 1809 unikl ve Vídni pokusu o atentát při jednání o Schönbrunnské smlouvě, rozhodl se, že potřebuje dědice, který by upevnil jeho relativně mladé císařství. O potvrzení a legitimizaci svého císařství usiloval také sňatkem s příslušnicí jednoho z předních evropských královských rodů. Zahájil řízení o rozvodu s Joséphine de Beauharnais a na přání své rodiny začal hledat novou císařovnu. Jeho přání oženit se s ruskou velkokněžnou Annou Pavlovnou, nejmladší sestrou ruského cara Alexandra I., vyvolalo znepokojení v Rakousku, kde se obávali, že se ocitnou mezi dvěma spojeneckými velmocemi. Na naléhání knížete Metternicha navrhl císař František hraběti z Narbonne sňatek Napoleona s Marií Luisou, ale Rakušané žádné oficiální kroky neučinili. Ačkoli úředníci v Paříži a Rakousku začali připouštět možnost svazku, Marie Luisa nebyla o vývoji situace informována.
Napoleon, frustrovaný z toho, že Rusové jednání o sňatku zdržují, koncem ledna 1810 svůj návrh odvolal a začal jednat o sňatku Marie Luisy s rakouským velvyslancem, knížetem ze Schwarzenbergu. Schwarzenberg podepsal svatební smlouvu 7. února. Marie Luisa byla o sňatku informována Metternichem. Na žádost o souhlas odpověděla: „Přeji si jen to, co mi přikazuje povinnost.“
Mladá Marie Luisa však dříve ve svých dopisech vychovatelce označovala Napoleona za „Krampuse“ a dokonce za „Antikrista“, a když se k Marii Luise doneslo, že si Napoleon hledá ženu, napsala: „Je mi líto ubohé princezny, kterou si vybere...“ V době, kdy ji Napoleon požádal o ruku, skutečně doufala, že se provdá za Františka IV. Modenského, který byl starším bratrem její nevlastní matky.

## Svatba

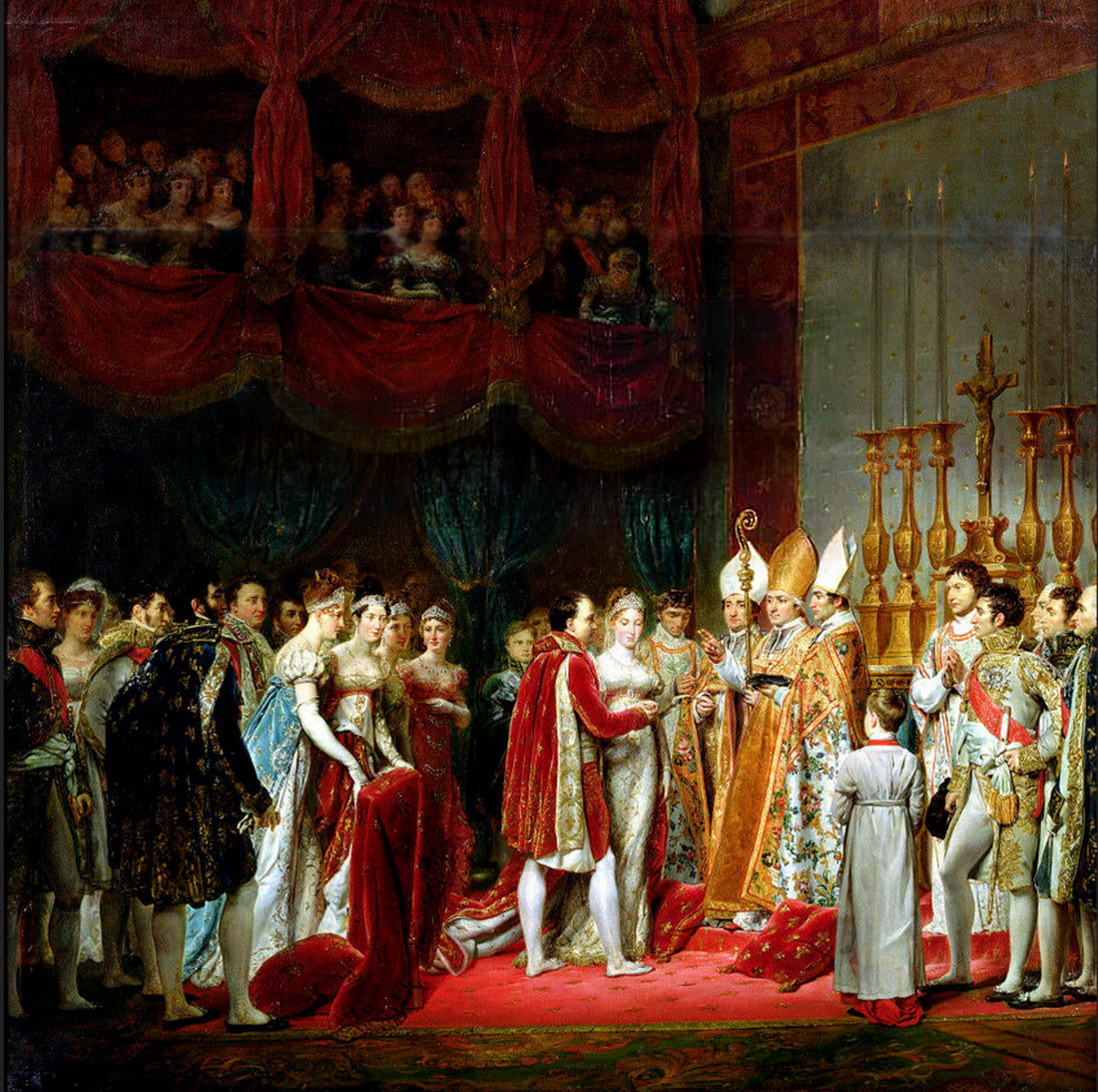
Svatba Napoleona a Marie Luisy, Georges Rouget, 1810.

Marie Luisa byla provdána za Napoleona v zastoupení 11. března 1810 v Augustiniánském kostele ve Vídni. Napoleona zastupoval arcivévoda Karel Ludvík, nevěstin strýc. Podle francouzského velvyslance byl sňatek „oslaven s velkolepostí, kterou by bylo těžké překonat, po jejímž boku nelze zmínit ani skvělé slavnosti, které mu předcházely“. Stala se císařovnou francouzskou a královnou italskou.
Marie Luisa odjela z Vídně 13. března a pravděpodobně předpokládala, že se již nikdy nevrátí. Po příjezdu do Francie byla svěřena do péče Napoleonovy sestry, která ji nechala podrobit symbolickému starému rituálu. Tradice přikazovala, že královská nevěsta přijíždějící do Francie si nesmí ponechat nic ze své vlasti, zejména své šaty. Marie Luisa byla proto zbavena šatů, korzetu, punčoch a košilky a zůstala zcela nahá. Napoleonova sestra pak donutila nahou Marii, aby se vykoupala. Poté byla převlečena do francouzských svatebních šatů. Podobným rituálem prošla i Marie Antoinetta, když v roce 1770 přijela do Francie. Poprvé se s Napoleonem setkala 27. března v Compiègne a poznamenala k němu: „Vypadáte mnohem lépe než na svém portrétu.“
Civilní svatba se konala 1. dubna 1810 v kostele svatého Jakuba. Následujícího dne se Napoleon a Marie Luisa vydali na cestu do Paříže v korunovačním kočáře. V čele průvodu šla jízda císařské gardy, za ní heroldové a poté kočáry. Francouzští maršálové jeli po obou stranách u dveří kočárů. Průvod dorazil do Tuilerijského paláce a císařský pár zamířil do kaple Salon Carré (v Louvru), kde se konal církevní svatební obřad. Obřad vedl kardinál Joseph Fesch, velký francouzský almužník a Napoleonův strýc. Pro tuto příležitost byl složen Svatební pochod od Ferdinanda Paera a kantáta od Johanna Nepomuka Hummela.
V květnu a červnu 1810 pokračovaly bohaté oslavy. Patřil k nim ples, maškarní bál, námořní bitva na Seině a ohňostroj pro 4 000 lidí, který vytvořil Claude-Fortuné Ruggieri.
Tímto sňatkem se Napoleon stal prasynovcem Ludvíka XVI. a Marie Antoinetty.

## Manželství s Napoleonem

### Francouzská císařovna
Marie Luisa byla jako Napoleonova manželka šťastná a na francouzském dvoře se rychle zabydlela. Navázala blízké přátelství se svou Première d'honneur, vévodkyní z Montebella, zatímco většinu každodenních záležitostí vyřizovala její Dame d'atour Jeanne Charlotte du Luçay. Napoleon zpočátku poznamenal, že si „vzal za ženu dělohu“ svému pobočníkovi, ale jejich vztah se brzy prohloubil. Vynaložil veškeré úsilí, aby jí vyhověl, a dokonce v určitém okamžiku tvrdil, že dává přednost Marii Luise před svou první manželkou Joséphinou. Přestože Josefínu miloval a prohlašoval, že i po jejich smírném rozvodu zůstala jeho největší přítelkyní a že by si ji stále vybral, s Marií Luisou prý platilo: „Nikdy žádná lež, nikdy žádný dluh“ – což pravděpodobně odkazovalo na pověsti o Joséphíniných mimomanželských aférách a její pověsti rozhazovačné ženy. Marie Luisa napsala svému otci: „Ujišťuji tě, drahý tatínku, že lidé císaři velmi křivdili. Čím lépe ho člověk zná, tím lépe si ho váží a miluje ho.“ Manželství se však neobešlo bez napětí; Napoleon občas poznamenával svým pobočníkům, že Marie Luisa je příliš plachá a nesmělá ve srovnání s otevřenou a vášnivou Joséphinou, s níž zůstával v úzkém kontaktu, což Marii Luisu rozčilovalo.
Vzrušení, které svatbu provázelo, předznamenalo období míru a přátelství mezi Francií a Rakouskem, které byly v posledních dvou desetiletích převážně ve válečném stavu. Obyvatelé Vídně, kteří ještě před několika měsíci Napoleona nenáviděli, najednou francouzského císaře plně chválili. Během svatebních oslav si Napoleon s císařem Františkem, císařovnou Marií Ludovikou Beatrix a arcivévodou Karlem Ludvíkem posílali lichotivé dopisy.
Při veřejných příležitostech Marie Luisa mluvila málo, protože byla zdrženlivá a plachá, což někteří pozorovatelé mylně považovali za povýšenost. Byla považována za tichou ženu a do politiky nikdy nezasahovala. V soukromí byla zdvořilá a jemná.
Napoleon zařídil, aby se Marie Luisa podílela na některých pečlivě vybraných charitativních úkolech, především na Société de Charité Maternelle, kde ji jmenoval čestnou předsedkyní.

### Narození syna

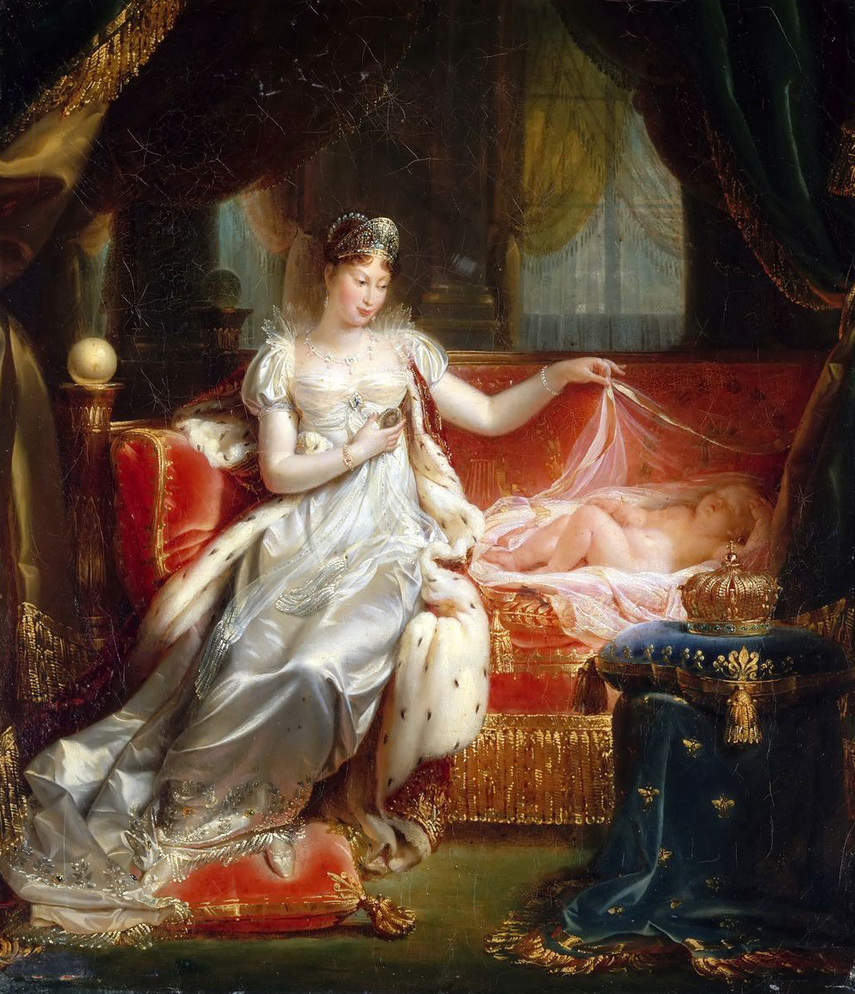
Marie Luisa se svým synem Napoleonem Františkem, Joseph Franque, 1811.

Marie Luisa otěhotněla v červenci 1810 a 20. března 1811 porodila syna. Chlapec, Napoléon François Joseph Charles Bonaparte, dostal titul římský král v souladu s praxí, kdy se následník Svaté říše římské nazýval králem Římanů. Napoleon byl potěšen, že jeho žena tuto zkoušku přežila, a prohlásil: „Raději bych už nikdy neměl žádné děti, než abych ji viděl znovu tolik trpět.“
Marie Luisa byla svému synovi oddaná; každé ráno si ho nechala přivést a během dne ho navštěvovala v jeho pokoji.

### Obnovení války
V květnu 1812, měsíc před francouzskou invazí do Ruska, doprovázela Marie Luisa Napoleona do Drážďan, kde se setkala se svým otcem a nevlastní matkou. Císař František Napoleonovi řekl, že může počítat s Rakouskem, pokud jde o „vítězství společné věci“, což byla narážka na blížící se válku. Mezi Marií Luisou a rakouskou císařovnou, která žárlila na to, že ji nevlastní dcera svým vzhledem předstihuje, se začala rozvíjet menší rivalita. V Drážďanech se také poprvé setkala s hrabětem Adamem Albertem von Neipperg. Napoleon opustil Drážďany 29. května, aby se ujal velení své armády.
Marie Luisa poté odcestovala do Prahy, kde strávila několik týdnů s rakouskou císařskou rodinou, a 18. července se vrátila do Saint Cloud. S Napoleonem udržovala kontakt po celou dobu války. Invaze do Ruska skončila pro Francii katastrofálně. Více než polovina Grande Armée byla zničena ruskou zimou a partyzánskými útoky. Po neúspěšném Maletově puči v říjnu 1812 Napoleon uspíšil svůj návrat do Francie a v noci 18. prosince se znovu setkal se svou ženou.

### Pád říše

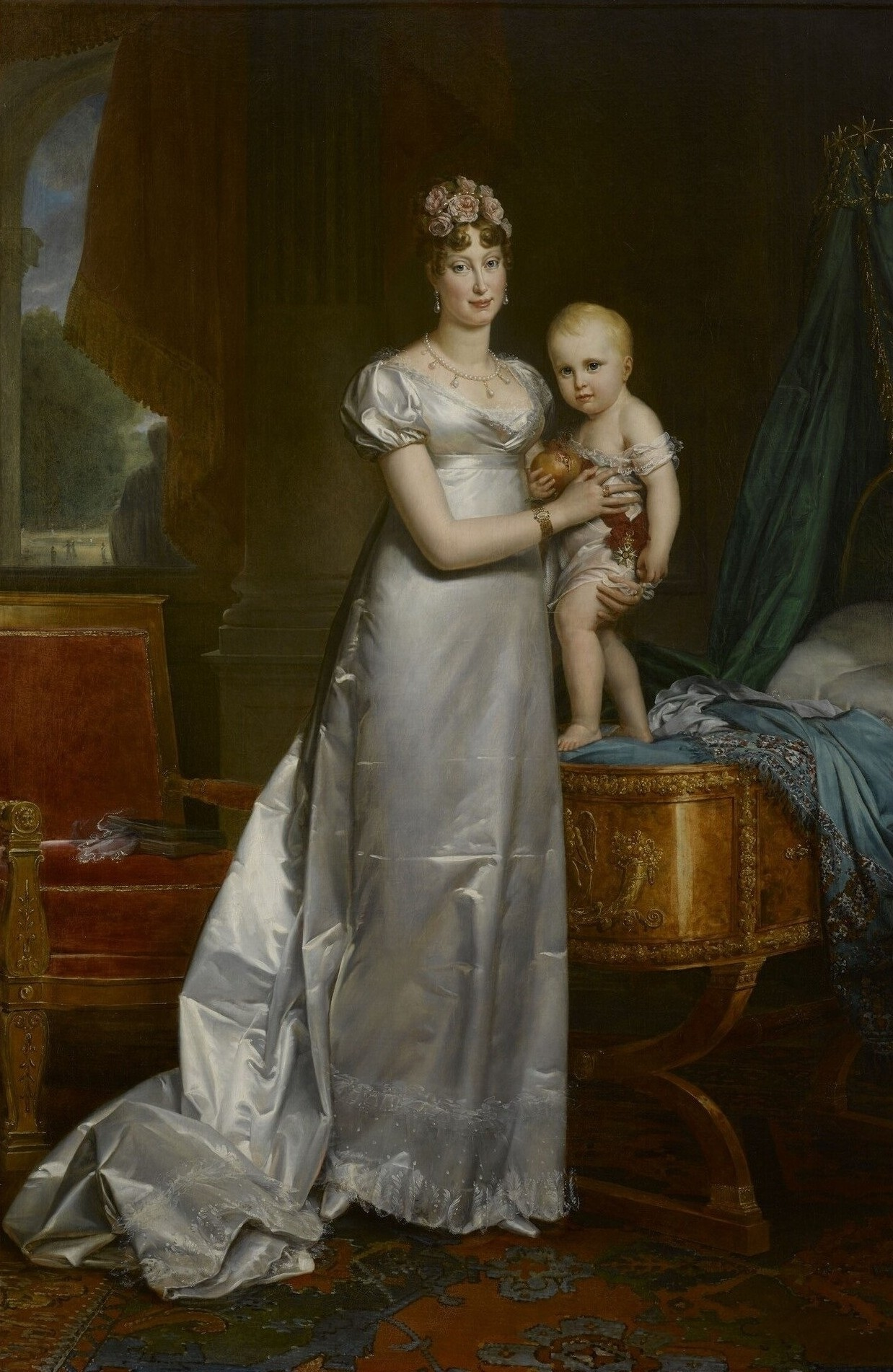
Marie Luisa se svým dvouletým synem Napoleonem Františkem, François Gérard, 1813.

Oslabená pozice Francie vyvolala válku šesté koalice. Prusko se spojilo s Ruskem a vyhlásilo Francii válku (Spojené království již bylo ve válce s Francií), ale Rakousko zůstalo stranou kvůli vztahům mezi císařskými rody. Dne 30. března byla Marie Luisa jmenována regentkou, když se Napoleon vydal do bitvy v Německu. Regentství bylo pouze de iure, protože všechna rozhodnutí stále přijímal Napoleon a prováděli je jeho nejvyšší úředníci, včetně Lebruna, Josefa Bonaparta, Talleyranda a Savaryho. Marie Luisa se neúspěšně snažila přimět svého otce ke spojenectví s Francií. K opozici vůči Francii se přidalo i Rakousko. Udržovala korespondenci s Napoleonem a informovala ho o rostoucích požadavcích na mír v Paříži a v provinciích. Napoleon byl 19. října definitivně poražen u Lipska a 9. listopadu se vrátil do Saint Cloud.
Dne 23. ledna 1814 byla Marie Luisa podruhé jmenována regentkou. Dne 25. ledna ve tři hodiny ráno Napoleon naposledy objal Marii Luisu a svého syna. Odjel v čele narychlo zformované armády, aby odvrátil invazi spojenců ze severu.
Když se spojenci blížili k Paříži, Marie Luisa se zdráhala odejít. Měla pocit, že jako dcera rakouského panovníka, jednoho ze spojenců, se k ní spojenecké síly budou chovat s respektem a že v případě Napoleonova sesazení může na trůn nastoupit její syn. Obávala se také, že její odchod posílí roajalistické příznivce Bourbonů. Marii Luisu nakonec k odjezdu přesvědčil Henri Clarke, který od Napoleona dostal rozkaz: „Raději bych věděl, že jsou oba [císařovna a římský král] na dně Seiny než v rukou cizinců.“ Dne 29. března dvůr opustil Paříž. Spojenci vstoupili do města následujícího dne.
Marie Luisa se s dvorem přestěhovala do Blois, které bylo před spojenci v bezpečí. Nečekala, že její otec svrhne Napoleona z trůnu a připraví jejího syna o francouzskou korunu. Senát na Talleyrandův popud 3. dubna oznámil sesazení císaře. Marie Luisa o tom až do 7. dubna nevěděla a s údivem zjistila, jaký obrat událostí nastal. Chtěla se vrátit do Paříže, ale lékař Jean-Nicolas Corvisart a vévodkyně z Montebella ji od toho odradili.

### Napoleonův exil
Napoleon se vzdal trůnu 11. dubna 1814 ve Fontainebleau. Smlouva z Fontainebleau ho vypověděla na Elbu, umožnila Marii Luise zachovat si císařskou hodnost a učinila ji vládkyní vévodství Parma, Piacenza a Guastalla, přičemž dědicem se stal její syn. Toto uspořádání bylo později na Vídeňském kongresu revidováno.
Marie Luisa byla od návratu k manželovi důrazně odrazována svými rádci, kteří ji informovali o tom, že Napoleon je rozrušen žalem nad smrtí Joséphiny. Dne 16. dubna za ní do Blois přijel její otec. Na radu císaře Františka odjela Marie Luisa se synem 23. dubna z Rambouillet do Vídně. Ve Vídni pobývala v Schönbrunnu, kde ji často navštěvovaly její sestry, ale jen zřídka její otec a nevlastní matka. Setkala se se svou babičkou Marií Karolínou, která nesouhlasila s tím, že opustila svého manžela. Roztrpčena tím, že ji vidí jako bezcitnou manželku a lhostejnou matku, napsala 9. srpna 1814: „Jsem ve velmi nešťastném a kritickém postavení; musím se chovat velmi obezřetně. Jsou chvíle, kdy mě tato myšlenka tak rozptyluje, že si myslím, že nejlepší, co bych mohla udělat, by bylo zemřít.“

## Vídeňský kongres a vztah s Neippergem

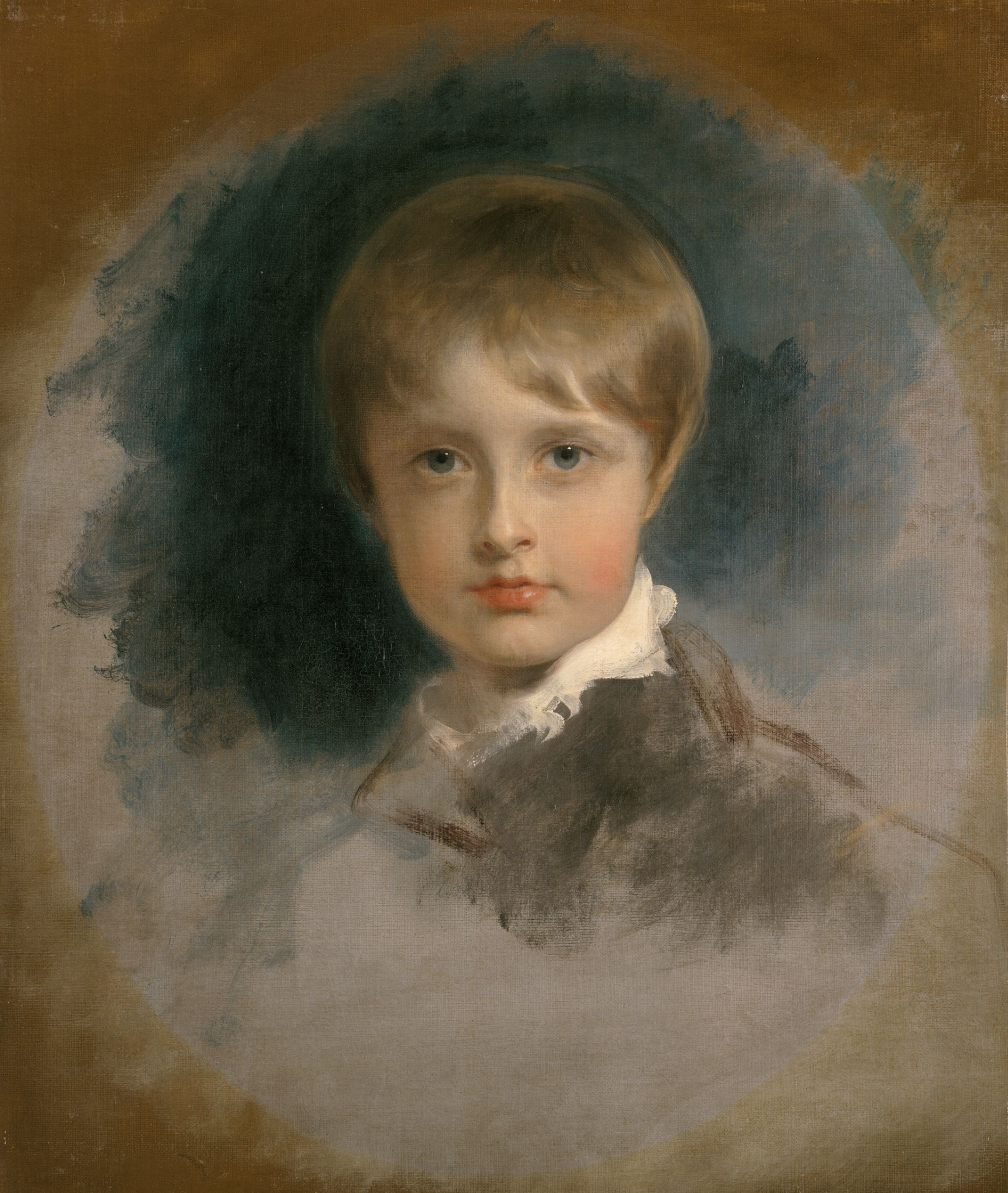
Portrét Napoleona II. od Thomase Lawrence. Namalovaný v roce 1819, v té době žil ve Vídni.

V létě 1814 vyslal císař František hraběte Adama Alberta von Neipperg, aby doprovodil Marii Luisu do lázeňského města Aix-les-Bains a zabránil jí připojit se k Napoleonovi na Elbě. Neipperg byl Metternichův důvěrník a Napoleonův nepřítel. Marie Luisa se do Neipperga zamilovala. Stali se z nich milenci. Stal se jejím komořím a obhájcem na Vídeňském kongresu. Zpráva o jejich vztahu nebyla francouzskou a rakouskou veřejností přijata dobře.
Když Napoleon v březnu 1815 uprchl a obnovil svou vládu, spojenci mu opět vyhlásili válku. Marie Luisa byla svou nevlastní matkou požádána, aby se připojila k procesím a modlila se za úspěch rakouských vojsk, ale urážlivé pozvání odmítla. Předala vzkaz Napoleonovu osobnímu tajemníkovi Claudu-Françoisovi de Méneval, který se chystal vrátit do Francie: „Doufám, že pochopí bídu mého postavení... Nikdy nebudu souhlasit s rozvodem, ale lichotím si, že nebude proti smírnému rozchodu a že ke mně nebude chovat žádné zlé city... Toto odloučení se stalo nutností; nijak neovlivní pocity úcty a vděčnosti, které chovám.“ Napoleon byl naposledy poražen v bitvě u Waterloo a od října 1815 byl vypovězen na Svatou Helenu. Napoleon se ji již nepokusil osobně kontaktovat.
Vídeňský kongres uznal Marii Luisu za vládkyni Parmy, Piacenzy a Guastally, ale zabránil jí přivést do Itálie svého syna. Zároveň ji učinil parmskou vévodkyní pouze doživotně, protože spojenci si nepřáli, aby Napoleonův potomek měl dědičný nárok na Parmu. Po její smrti mělo vévodství připadnout Bourbonům.

## Vévodkyně z Parmy

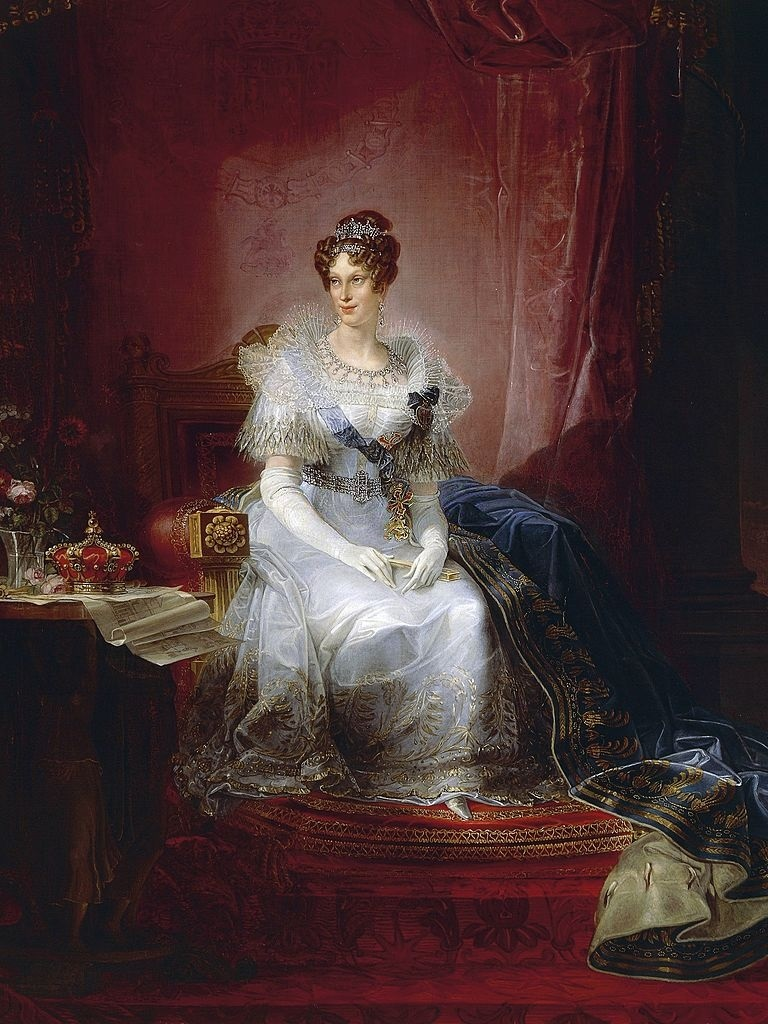
Portrét z roku 1839, Giovanni Battista Borghesi.

Marie Luisa odjela do Parmy 7. března 1816 v doprovodu Neipperga. Do vévodství vstoupila 18. dubna. Napsala svému otci: „Lidé mě vítali s takovým nadšením, že jsem měla slzy v očích.“ Řízení každodenních záležitostí z velké části přenechala Neippergovi, který dostával pokyny od Metternicha. V prosinci 1816 Marie Luisa odvolala dosavadního velkokomořího (ministerského předsedu) a dosadila Neipperga.
S Neippergem měli tři děti:
- Albertina, hraběnka z Montenuova (1817–1867), provdaná za Luigiho Sanvitaleho, hraběte z Fontanellata.

- Vilém Albrecht, hrabě z Montenuova, později jmenovaný knížetem z Montenuova (1819–1895), ženatý s hraběnkou Julianou Batthyány von Németújvár

- Matylda, hraběnka z Montenuova (1822–1823)

Napoleon zemřel 5. května 1821. Dne 8. srpna se Marie Louisa morganaticky provdala za Neipperga. Neipperg zemřel 22. února 1829 na srdeční potíže, což Marii Luisu zdrtilo. Rakousko jí zakázalo truchlit na veřejnosti. Na místo Neipperga jmenovalo Rakousko velkokomořího Josefa von Werkleina.
Syn Marie Luisy z manželství s Napoleonem, tehdy známý jako František, získal v roce 1818 titul zákupského vévody. František žil na rakouském dvoře, kde mu jeho dědeček projevoval velkou náklonnost, ale byl neustále podkopáván rakouskými ministry a nacionalisty, kteří se ho snažili odsunout na vedlejší kolej, aby se stal bezvýznamným. Existovaly obavy, že by mohl být propašován do Francie, aby získal zpět trůn, protože se dal snadno převléknout za dívku. František se rozhořčil na své rakouské příbuzné a matku, že ho nepodporují, a začal se identifikovat jako Napoleon II. a obklopovat se francouzskými dvořany. Vztah s matkou se rozpadl, když se dozvěděl, že jeho matka před svatbou porodila Neippergovi dvě nemanželské děti; došlo to tak daleko, že jednou poznamenal: „Kdyby byla Joséphine mou matkou, můj otec by nebyl pohřben na Svaté Heleně a já bych nebyl ve Vídni. Moje matka je sice laskavá, ale slabá; nebyla manželkou, jakou si můj otec zasloužil, Joséphine ano.“ Než se však s Napoleonem II. stačilo cokoli stát, zemřel v roce 1832 ve věku 21 let ve Vídni po prodělané tuberkulóze.

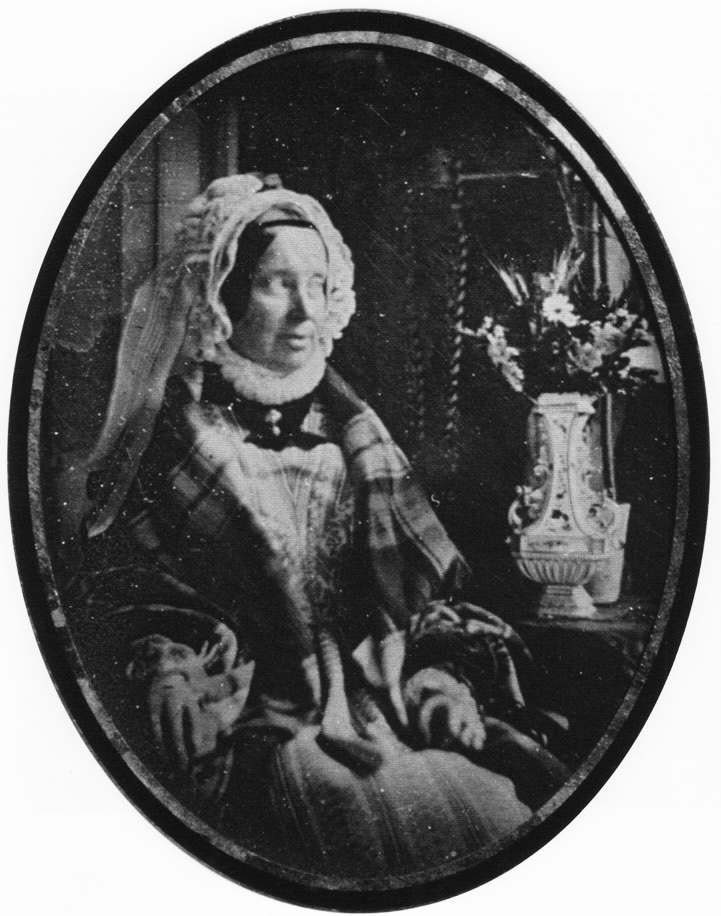
Marie Luisa, asi 1845-47.

V roce 1831 vypukla v Itálii povstání vedená karbonáři. V Parmě se v ulicích shromáždili demonstranti, aby odsoudili velkokomořího Werkleina. Marie Luisa nevěděla, co má dělat, a chtěla opustit město, v čemž jí však zabránili protestující, kteří v ní viděli někoho, kdo by vyslyšel jejich požadavky. Podařilo se jí opustit Parmu mezi 14. a 15. únorem a povstalci vytvořili prozatímní vládu, kterou vedl hrabě Filippo Luigi Linati. V Piacenze napsala svému otci dopis, v němž ho žádala, aby nahradil Werkleina. František vyslal rakouské vojsko, které povstání potlačilo. Aby zabránila dalším nepokojům, udělila Marie Luisa 29. září disidentům amnestii.
Na místo Werkleina poslal Metternich v roce 1833 Charlese-René de Bombelles, francouzského emigranta, který sloužil v rakouské armádě proti Napoleonovi. Bombelles byl vynikajícím velkokomořím, který důkladně reformoval finance vévodství. Jako vdovec ve středním věku navázal také blízký osobní vztah s Marií Luisou. Šest měsíců po jeho příjezdu, 17. února 1834, se za něj provdala, opět morganaticky.

## Smrt
Marie Luisa onemocněla 9. prosince 1847. Její stav se v následujících dnech zhoršoval. Dne 17. prosince po zvracení omdlela a už se neprobudila. Večer zemřela. Jako příčina smrti byl určen zánět pohrudnice.
Její tělo bylo převezeno zpět do Vídně a pohřbeno v Císařské hrobce.

## Vývod z předků
|                                  |                                     |  |                    |                                             |  |  |  |  |  |  |  | Leopold Josef Lotrinský |
|                                  |                                     |  |                    |                                             |  |  |  |  |  |  |  |                         |
|                                  | František I. Štěpán Lotrinský       |  |                    |                                             |  |  |  |  |  |  |  |                         |
|                                  |                                     |  |                    |                                             |  |  |  |  |  |  |  |                         |
|                                  |                                     |  |                    | Alžběta Charlotta Orléanská                 |  |  |  |  |  |  |  |                         |
|                                  |                                     |  |                    |                                             |  |  |  |  |  |  |  |                         |
|                                  | Leopold II.                         |  |                    |                                             |  |  |  |  |  |  |  |                         |
|                                  |                                     |  |                    |                                             |  |  |  |  |  |  |  |                         |
|                                  |                                     |  |                    | Karel VI.                                   |  |  |  |  |  |  |  |                         |
|                                  |                                     |  |                    |                                             |  |  |  |  |  |  |  |                         |
|                                  | Marie Terezie                       |  |                    |                                             |  |  |  |  |  |  |  |                         |
|                                  |                                     |  |                    |                                             |  |  |  |  |  |  |  |                         |
|                                  |                                     |  |                    | Alžběta Kristýna Brunšvicko-Wolfenbüttelská |  |  |  |  |  |  |  |                         |
|                                  |                                     |  |                    |                                             |  |  |  |  |  |  |  |                         |
|                                  | František I. Rakouský               |  |                    |                                             |  |  |  |  |  |  |  |                         |
|                                  |                                     |  |                    |                                             |  |  |  |  |  |  |  |                         |
|                                  |                                     |  |                    | Filip V. Španělský                          |  |  |  |  |  |  |  |                         |
|                                  |                                     |  |                    |                                             |  |  |  |  |  |  |  |                         |
|                                  | Karel III. Španělský                |  |                    |                                             |  |  |  |  |  |  |  |                         |
|                                  |                                     |  |                    |                                             |  |  |  |  |  |  |  |                         |
|                                  |                                     |  |                    | Isabela Farnese                             |  |  |  |  |  |  |  |                         |
|                                  |                                     |  |                    |                                             |  |  |  |  |  |  |  |                         |
|                                  | Marie Ludovika Španělská            |  |                    |                                             |  |  |  |  |  |  |  |                         |
|                                  |                                     |  |                    |                                             |  |  |  |  |  |  |  |                         |
|                                  |                                     |  |                    | August III. Polský                          |  |  |  |  |  |  |  |                         |
|                                  |                                     |  |                    |                                             |  |  |  |  |  |  |  |                         |
|                                  | Marie Amálie Saská                  |  |                    |                                             |  |  |  |  |  |  |  |                         |
|                                  |                                     |  |                    |                                             |  |  |  |  |  |  |  |                         |
|                                  |                                     |  |                    | Marie Josefa Habsburská                     |  |  |  |  |  |  |  |                         |
|                                  |                                     |  |                    |                                             |  |  |  |  |  |  |  |                         |
| Marie Luisa Habsbursko-Lotrinská |                                     |  |                    |                                             |  |  |  |  |  |  |  |                         |
|                                  |                                     |  |                    |                                             |  |  |  |  |  |  |  |                         |
|                                  |                                     |  | Filip V. Španělský |                                             |  |  |  |  |  |  |  |                         |
|                                  |                                     |  |                    |                                             |  |  |  |  |  |  |  |                         |
|                                  | Karel III. Španělský                |  |                    |                                             |  |  |  |  |  |  |  |                         |
|                                  |                                     |  |                    |                                             |  |  |  |  |  |  |  |                         |
|                                  |                                     |  |                    | Alžběta Parmská                             |  |  |  |  |  |  |  |                         |
|                                  |                                     |  |                    |                                             |  |  |  |  |  |  |  |                         |
|                                  | Ferdinand I. Neapolsko-Sicilský     |  |                    |                                             |  |  |  |  |  |  |  |                         |
|                                  |                                     |  |                    |                                             |  |  |  |  |  |  |  |                         |
|                                  |                                     |  |                    | August III. Polský                          |  |  |  |  |  |  |  |                         |
|                                  |                                     |  |                    |                                             |  |  |  |  |  |  |  |                         |
|                                  | Marie Amálie Saská                  |  |                    |                                             |  |  |  |  |  |  |  |                         |
|                                  |                                     |  |                    |                                             |  |  |  |  |  |  |  |                         |
|                                  |                                     |  |                    | Marie Josefa Habsburská                     |  |  |  |  |  |  |  |                         |
|                                  |                                     |  |                    |                                             |  |  |  |  |  |  |  |                         |
|                                  | Marie Tereza Neapolsko-Sicilská     |  |                    |                                             |  |  |  |  |  |  |  |                         |
|                                  |                                     |  |                    |                                             |  |  |  |  |  |  |  |                         |
|                                  |                                     |  |                    | Leopold Josef Lotrinský                     |  |  |  |  |  |  |  |                         |
|                                  |                                     |  |                    |                                             |  |  |  |  |  |  |  |                         |
|                                  | František I. Štěpán Lotrinský       |  |                    |                                             |  |  |  |  |  |  |  |                         |
|                                  |                                     |  |                    |                                             |  |  |  |  |  |  |  |                         |
|                                  |                                     |  |                    | Alžběta Charlotta Orléanská                 |  |  |  |  |  |  |  |                         |
|                                  |                                     |  |                    |                                             |  |  |  |  |  |  |  |                         |
|                                  | Marie Karolína Habsbursko-Lotrinská |  |                    |                                             |  |  |  |  |  |  |  |                         |
|                                  |                                     |  |                    |                                             |  |  |  |  |  |  |  |                         |
|                                  |                                     |  |                    | Karel VI.                                   |  |  |  |  |  |  |  |                         |
|                                  |                                     |  |                    |                                             |  |  |  |  |  |  |  |                         |
|                                  | Marie Terezie                       |  |                    |                                             |  |  |  |  |  |  |  |                         |
|                                  |                                     |  |                    |                                             |  |  |  |  |  |  |  |                         |
|                                  |                                     |  |                    | Alžběta Kristýna Brunšvicko-Wolfenbüttelská |  |  |  |  |  |  |  |                         |
|                                  |                                     |  |                    |                                             |  |  |  |  |  |  |  |                         |